# União de Minas
União de Minas est une municipalité brésilienne de l'État du Minas Gerais et la microrégion de Frutal.